# Autostrada morska
Autostrada morska (ang. Motorways of the Sea – MoS) – według definicji zawartej w decyzji 884/2004/WE (art. 12a) transeuropejska sieć autostrad morskich obejmuje wyposażenie i infrastrukturę co najmniej dwóch portów znajdujących się w dwóch różnych państwach członkowskich Unii Europejskiej. W jej skład wchodzą następujące elementy: wyposażenie portowe, elektroniczne systemy zarządzania logistycznego, procedury bezpieczeństwa oraz procedury administracyjne i celne oraz infrastruktura bezpośredniego dostępu naziemnego i morskiego, włącznie ze środkami zapewniającymi żeglugę przez okres całego roku, w szczególności poprzez udostępnienie sprzętu pogłębiającego i umożliwienie dostępu do portu w zimie dzięki lodołamaczom.
Transeuropejska sieć autostrad morskich ma na celu skoncentrowanie przepływu towarów na trasach morskich o odpowiedniej logistyce, w taki sposób, aby poprawić istniejące połączenia morskie, które są niezawodne, regularne i częste dla transportu towarów między państwami członkowskimi lub stworzenia nowych połączeń, aby ograniczyć ruch na drogach i/lub poprawić obsługę państw i regionów peryferyjnych i wyspiarskich.